# Rio Brilhante
Rio Brilhante é um município brasileiro da região Centro-Oeste, situado no interior do estado de Mato Grosso do Sul. O município possui fácil acesso às duas maiores cidades do estado (Campo Grande e Dourados, estando distante cerca de 161 km da primeira e 67 km da outra), além de fácil escoamento da produção com estradas vicinais de boa qualidade, sendo servida por duas Rodovias Federais: BR 163, BR 267, que liga aos grandes centros e portos, como é o caso do Porto Murtinho no Rio Paraguai. Com isso a cidade está num ponto estratégico para o Mercosul.

## História

### Desbravamento e primeiros anos
Na terceira década do século XIX, as famílias Lopes, Souza Leal, Pereira, Garcia e Barbosa foram os primeiros a desbravar os campos da Paranaíba, se tornando os pioneiros que habitaram o sul do estado. As terras do atual município de Rio Brilhante começaram a ser desbravadas por Gabriel Francisco Lopes, que mais tarde, em 1841, levou seu sogro, Antônio Gonçalves Barbosa, para a região chamada de campos de Vacaria. Gonçalves Barbosa chamou de Boa Vista o local entre os rios Vacaria e Brilhante e se tornou seu o primeiro morador.
Com o tempo, imigrantes vindos do Rio Grande do Sul, que traziam rebanhos de bovinos, equinos e ovinos, passaram a povoar a região, assim como descendentes das famílias pioneiras, que se instalaram nas margens dos rios: Ivinhema  e Vacaria e o afluente Dourados. Eles iniciaram a prática da pecuária e da agricultura no local. No entanto, devido aos conflitos entre Brasil e Paraguai, em 1862, os habitantes tiveram que abandonar a região, que só voltou a prosperar a partir extração e industrialização da erva-mate. O produto despertou novamente o interesse de gaúchos e paraguaios, que retomaram a pecuária e agricultura.
Em 1900, Francisco Cardoso construiu um grande cruzeiro perto da atual sede da prefeitura, onde se iniciou o povoado. Após doze anos, através da resolução nº 611, de 10 de julho, o governo do estado e Mato Grosso criou, com sede na povoação de Entre-Rios, o Distrito de Paz de Vacaria, em Campo Grande, e por meio do decreto nº 653, de 29 de janeiro de 1924, concedeu à região uma área de 3.600 hectares, onde a população começou a se estabelecer.

### Formação administrativa e história recente
O então distrito de Vacaria foi elevado à categoria de vila, em 26 de setembro de 1929, pela lei estadual nº 1025, e passou a se chamar Entre Rios, devido a sua localização. Constituída de dois distritos: Entre Rios e Vacaria, e com sede neste último, foi emancipada em 1º de janeiro de 1930. Nas divisões territoriais datadas de 31 de dezembro de 1936 e de 1937, o município é formado por Entre Rios e Ivinhema(atual Anaurilandia). Em 31 de dezembro de 1943, pelo decreto-lei estadual nº 545, o município ganhou a denominação de Caiuás e, em 30 de setembro de 1948, tem o nome atual oficializado, por meio da lei estadual nº 136. No dia seguinte, o distrito de Aroeira é criado e anexado a Rio Brilhante, pela lei estadual nº 174.
Pela lei estadual nº 683, instituída em 11 de dezembro de 1953, o distrito de Ivinhema, atual Anaurilandia foi transferido para o município de Bataguaçu. Em 16 de junho de 1977, através da lei estadual nº 3876, o distrito de Nova Alvorada é criado e anexado ao município. Ainda no mesmo dia, por meio da lei estadual nº 3877, o distrito de Aroeira recebe a denominação de Prudêncio Thomaz. Em 18 de dezembro de 1991, o distrito de Nova Alvorada, pela lei estadual nº 1233, é desmembrando de Rio Brilhante e sob o nome de Nova Alvorada do Sul passa a ser considerado um município.
O crescimento econômico da cidade foi impulsionado pela agricultura e com a chegada dos primeiros imigrantes vindos das regiões Sul, Sudeste e Nordeste na década de 70. No entanto, o maior desenvolvimento ocorreu após as instalações de usinas do ramo sucroalcooleiro, que, segundo estimativas da prefeitura, aumentaram a arrecadação do município em 450%, o que tornou Rio Brilhante o maior produtor de cana-de-açúcar do estado, em 2006. Isso também fez com que o município não dependesse somente da agricultura no setor da economia.

## Geografia

### Localização
Rio Brilhante pertence a Microrregião de Dourados e a Mesorregião do Sudoeste de Mato Grosso do Sul. Situa-se a 21º48'07" de latitude sul e 44º32'47" de longitude oeste. Está a uma distância de 150 km quilômetros da capital sul-mato-grossense e 1 184 km da capital federal.

### Geografia física

#### Solo
O solo apresenta características de Latossolo Roxo de textura orgânica e fertilidade natural variável, a margem de cursos d’água podem ser encontrados Glei Húmico e Pouco Húmico, normalmente de elevada fertilidade. Na porção leste do município encontra-se de forma significativa Latossolo Vermelho Escuro de textura média e de caráter álico e solos hidromórficos (solo de várzeas).

#### Relevo e altitude
Com altitude de 312 metros acima do nível do mar, em Rio Brilhante há o predomínio de formas tabulares e planas, com declividades suaves, associadas à área de acumulação junto às principais drenagens. A topografia do município é constituída de 95% plano e 5% de terreno ondulado. O solo do município apresenta características Latossolo Roxo de textura orgânica e fertilidade natural variável, com Glei Húmico e Pouco Húmico podendo ser encontrado a margem de cursos d'água. Latossolo Vermelho Escuro de textura média e de caráter álico e solos hidromórficos podem ser encontrados no leste de Rio Brilhante.

#### Hidrografia
Todo o território de Rio Brilhante está localizado sobre o Aquífero Guarani. O município é banhado pelos rios   Brilhante, Vacaria e Ivinhema, sendo o primeiro o responsável por definir os limites entre Rio Brilhante e Maracaju. A o Sul o Rio Ivinhema que recebe nome de Rio Brilhante separa o municipio de Douradina, Itaporã e Dourados, e o segundo por estabelecer a divisa com Nova Alvorada do Sul.
A bacia hidrográfica do Rio Brilhante é a maior do município, nascendo em Sidrolândia e indo sentido oeste onde se uni aos rio  Rio Ivinhema, o qual,  recebe o nome de Rio Brilhante ao passar pelo municipio, eis que o Rio Ivinhema nasce na serra de Maracaju.  Ao norte o  rio Vacaria também tem sua nascente em Sidrolândia e deságua no Ivinhema.

#### Clima
O município de Rio Brilhante está sob influência de dois tipos de clima: tropical, do tipo Aw; e subtropical, do tipo Cfa (segundo Köppen-Geiger), possuindo invernos secos e verões úmidos, chuvosos e quentes, característicos do clima tropical. Mas durante as estações outono/inverno é também frequente a ocorrência de geadas, no mínimo três vezes ao ano, e também de dias frios e madrugadas geladas (para os padrões brasileiros) com a chegada de frentes frias e massas de ar polar, característicos do clima subtropical. A temperatura média anual é de 20 °C, sendo a média da temperatura máxima 22 °C e a média da temperatura mínima 18 °C.
Segundo dados da estação meteorológica automática do Instituto Nacional de Meteorologia (INMET) no município, em operação desde junho de 2008, a menor temperatura registrada em Rio Brilhante foi de −2,4 °C em 25 de julho de 2013 e a maior atingiu 41,2 °C em 1 de outubro de 2020. O maior acumulado de precipitação em 24 horas foi de 133,6 milímetros (mm) em 11 de outubro de 2011. A rajada de vento mais forte alcançou 25 m/s (90 km/h) em 16 de outubro de 2012 e o menor índice de umidade relativa do ar (URA) foi de 10% em nove ocasiões, a última em 5 de setembro de 2018.
| Dados climatológicos para Rio Brilhante                                                          | Dados climatológicos para Rio Brilhante | Dados climatológicos para Rio Brilhante | Dados climatológicos para Rio Brilhante | Dados climatológicos para Rio Brilhante | Dados climatológicos para Rio Brilhante | Dados climatológicos para Rio Brilhante | Dados climatológicos para Rio Brilhante | Dados climatológicos para Rio Brilhante | Dados climatológicos para Rio Brilhante | Dados climatológicos para Rio Brilhante | Dados climatológicos para Rio Brilhante | Dados climatológicos para Rio Brilhante | Dados climatológicos para Rio Brilhante |
| Mês                                                                                              | Jan                                     | Fev                                     | Mar                                     | Abr                                     | Mai                                     | Jun                                     | Jul                                     | Ago                                     | Set                                     | Out                                     | Nov                                     | Dez                                     | Ano                                     |
| ------------------------------------------------------------------------------------------------ | --------------------------------------- | --------------------------------------- | --------------------------------------- | --------------------------------------- | --------------------------------------- | --------------------------------------- | --------------------------------------- | --------------------------------------- | --------------------------------------- | --------------------------------------- | --------------------------------------- | --------------------------------------- | --------------------------------------- |
| Temperatura máxima recorde (°C)                                                                  | 38                                      | 38,5                                    | 37,5                                    | 36,3                                    | 34,4                                    | 33,5                                    | 35                                      | 37,7                                    | 41,1                                    | 41,2                                    | 40,1                                    | 39,5                                    | 41,2                                    |
| Temperatura mínima recorde (°C)                                                                  | 13,7                                    | 14,3                                    | 6,2                                     | 4,5                                     | 3,2                                     | −3,0                                    | −2,6                                    | −1,9                                    | 4,4                                     | 7,1                                     | 7,9                                     | 10,5                                    | −2,4                                    |
| Fonte: Instituto Nacional de Meteorologia (INMET) (recordes de temperatura: 25/06/2008-presente) |                                         |                                         |                                         |                                         |                                         |                                         |                                         |                                         |                                         |                                         |                                         |                                         |                                         |

#### Vegetação
Por estar numa área de transição climática, no município encontramos dois tipos de biomas: o Cerrado, sobretudo na porção oeste, e a Mata Atlântica na porção leste; a sede do município está situada praticamente na confluência desses dois domínios. Encontramos ainda áreas cobertas por campos naturais, os chamados Campos de Vacaria, o que lembra vagamente os pampas gaúchos. É coberto em 80% de sua totalidade por pastagem enquanto o restante da área é constituída de savanas, floresta estacional, várzeas e lavouras. É preciso conscientizar-se da importância de proteger as manchas de Floresta Tropicais e Matas Galerias, e os resquícios de Cerrado e Campos ainda existentes no município.

### Geografia política

#### Fuso horário
Está a -1 hora com relação a Brasília e -4 com relação ao Meridiano de Greenwich (Tempo Universal Coordenado).

#### Área
Ocupa uma área de 3 987,529 km², o que o torna o 29° maior município do estado.

#### Subdivisões
Rio Brilhante (sede) e possui outro distrito denominado Prudêncio Thomaz, mais conhecido pelos rio-brilhantenses com Aroeira, o antigo nome do distrito.

#### Limites
Seus municípios limítrofes são Nova Alvorada do Sul, ao norte, a nordeste e ao leste; Angélica, ao sudeste; Deodápolis, Dourados e Douradina, ao sul; Itaporã, ao sudoeste; Maracaju, a oeste; e Sidrolândia, a noroeste.

## Demografia
Em 2020, a população do município foi contada pelo Instituto Brasileiro de Geografia e Estatística (IBGE) e estimada em 37.514 , sendo o 14º município mais populoso do estado, apresentando uma densidade populacional de 7,69 hab/km². Segundo o censo de 2010, 15 699 eram homens e 14 948 dos habitantes eram mulheres. Ainda segundo o mesmo censo, 24 540 viviam na zona urbana e 6 107 na zona rural. Já segundo estatísticas divulgadas em 2014, a população municipal era de 34 078 habitantes e densidade demográfica de 8,546 hab/km².
O Índice de Desenvolvimento Humano Municipal (IDH-M) de Rio Brilhante é considerado alto pelo Programa das Nações Unidas para o Desenvolvimento (PNUD), sendo seu valor 0,715 em 2010, o 12º maior entre os 79 municípios de Mato Grosso do Sul e o 1 454º maior entre os 5 560 municípios do Brasil.
Outros dois indicadores destacados de Rio Brilhante é o índice Gini (0,53) e o Índice Firjan de Desenvolvimento Municipal-IFDM (0.7575).

## Religião
Conforme o Censo de 2010 do IBGE, a população da região de Rio Brilhante é formada por grupos religiosos como cristãos 89,20%, sendo católicos (60,63%), evangélicos de missão (3,90%), evangélicas de origem pentecostal (19,69%), restauracionistas (0,25%) e outros cristãos (4,73%). Outros existentes são os reencarnacionistas (0,54%), orientais (0,09%), indeterminados (1,44%) e não religiosos (8,74%).

### Cristãos
É de longe o maior grupo religioso presente na população de Rio Brilhante, totalizando 89,20% de sua população.

#### Católicos

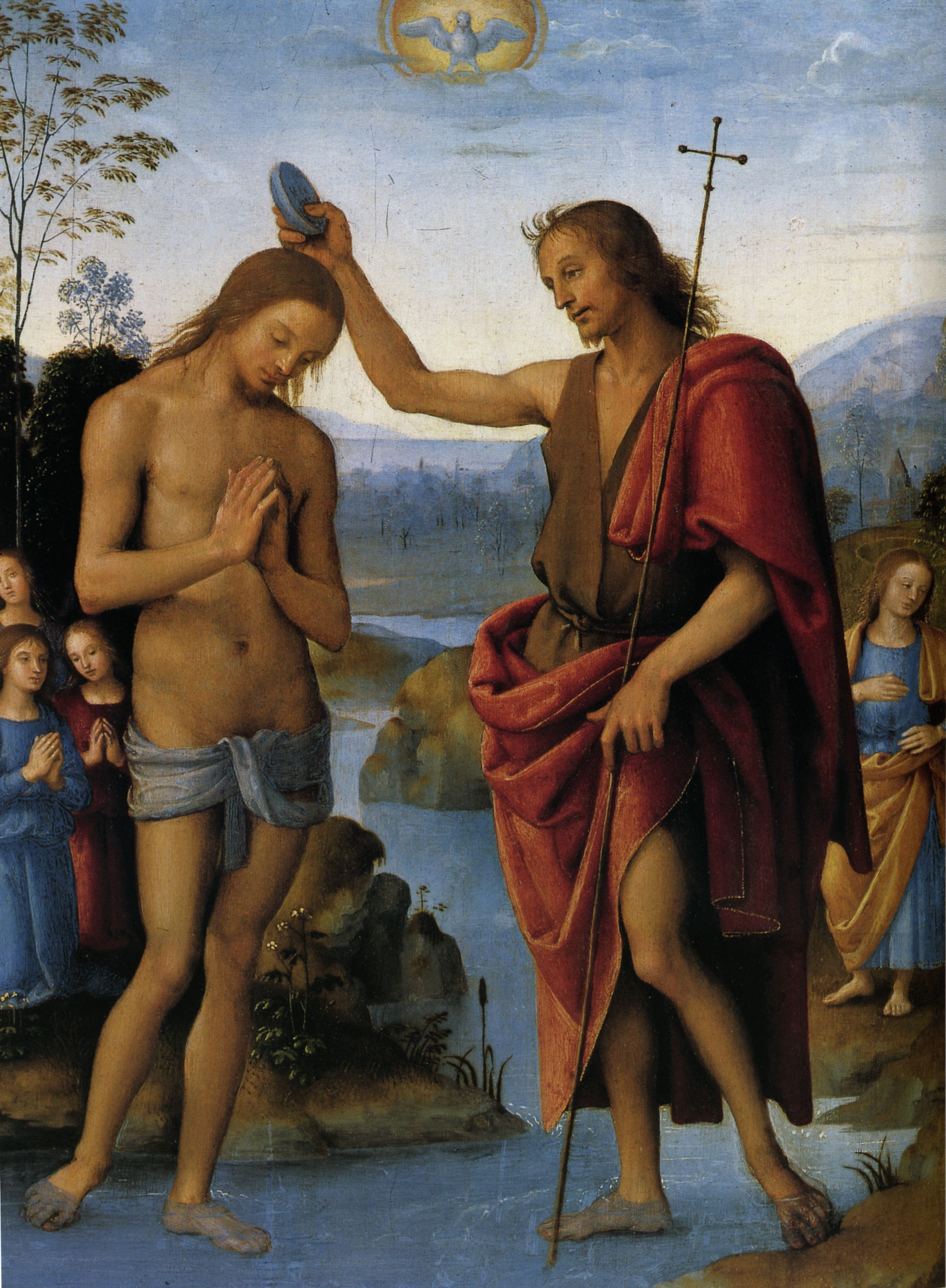
Batismo de Jesus, com o Divino Espírito Santo, padroeiro de Rio Brilhante, representado na forma de uma pomba no alto, entre Jesus e João Batista.
1498/1500. Por Perugino, atualmente no Kunsthistorisches Museum, Gemäldegalerie, em Viena.

Rio Brilhante localiza-se no país mais católico do mundo em números absolutos. A Igreja Católica teve seu estatuto jurídico reconhecido pelo governo federal em outubro de 2009, ainda que o Brasil seja atualmente um estado oficialmente laico.
A Igreja Católica reconhece como padroeiros da cidade Divino Espírito Santo. O município faz parte da Circunscrições eclesiásticas da Regional Oeste I (que atende Mato Grosso do Sul) e de acordo com a divisão resolvida pela Igreja Católica, o município de Rio Brilhante pertence à Província Eclesiástica de Campo Grande, mais precisamente à Diocese de Dourados, sendo sede de 1 paróquia. Seu atual bispo é, desde 2016, Dom Henrique Aparecido de Lima, CSsR.  Grupo formado por 60,63% dos seus habitantes, sendo a Católica Apostólica Romana com 60,60% e Católica Apostólica Brasileira com 0,03%.
Templos
- Igreja Matriz Divino Espírito Santo

#### Protestantes
Embora seu desenvolvimento tenha sido sobre uma matriz social eminentemente católica, tanto devido à colonização quanto à imigração, é possível encontrar atualmente na cidade dezenas de denominações protestantes diferentes. De acordo com dados do censo de 2010 realizado pelo IBGE, a população de Rio Brilhante era composta 27,46% de protestantes.

##### Evangélicos de missão
Os evangélicos de missão totalizam 3,90% dos habitantes. Destes, 0,59% são luteranos, 1,38% são presbiterianos, 1,42% são batistas, 0,03% são evangélicos congregacionais e 0,48% são adventistas.

##### Evangélicos neopentecostais
Os evangélicos neopentecostais totalizam 19,69% dos locais. Destes, 4,90% é da Igreja Assembleia de Deus, 2,38% da Congregação Cristã no Brasil, 0,04% da Igreja o Brasil para Cristo, 0,59% da Igreja Evangelho Quadrangular, 0,87% da Igreja Universal do Reino de Deus, 1,62% da Igreja Deus é Amor, 0,04% da Igreja Maranata, 0,03% da Comunidade Evangélica e 9,23% de outras evangélicas de origem pentecostal ou não determinada.
Templos
Rio Brilhante possui diversos templos evangélicos pentecostais (Assembleia de Deus, IURD, Congregação Cristã no Brasil e outras), que atendem suficientemente a população.

#### Restauracionista
Representado por 0,25% dos locais. Abrange a Testemunhas de Jeová.

#### Outros cristãos
Em Rio Brilhante existem também cristãos de outras denominações, representado por 4,73% dos locais. Destes 3,87% são de outras igrejas evangélicas e 0,86% são de outras religiosidades cristãs.

### Outras denominações
O município é representada por variados outros credos, existindo também religiões de várias outras denominações tais como Testemunhas de Jeová,Igreja da Mensagem,Igreja Do Evangelho Primitivo De Jesus Cristo,Rua Doutor Boaventura Numero 51 Fone 6734526653, Maçônica, Messiânica, entre outras. São elas:

#### Reencarnacionistas
Possui 0,54% do total representado pelos espíritas.

#### Orientais
Possui 0,09% do total, sendo representado pela Igreja Messiânica Mundial.

### Indeterminados
Opções indeterminadas respondem por 1,44% dos habitantes, sendo os mal definidos respondendo por 0,31% e 1,13% dos que não sabem que religião são.

### Não religiosos
O Grupo das pessoas não religiosas respondem por 8,74% dos habitantes, sendo os sem religião convictos 8,68 e ateus 0,07%.

## Economia
A economia do município é baseada na agropecuária e na agroindústria (usina Sucroalcooleira) que impulsiona relativamente a economia da cidade, sendo fonte de emprego para cidadãos residentes e migrantes, mas podendo certamente trazer profundos impactos socioculturais e ambientais aos residentes por sua volta ao município.

### Assentamentos
Rio Brilhante possui 8 assentamentos com total de 764 famílias assentadas.

## Urbanização
Rio Brilhante possui área urbana de 4,4070 km² e possui traçado constituída de ruas geralmente retas e quadras em formato retangular ou quadradas. O acesso á zona urbana da cidade se dá pelas rodovias BR-163 e 267.

### Domicílios
| Domicílios de Rio Brilhante          | Domicílios de Rio Brilhante |
| ------------------------------------ | --------------------------- |
| Total de domicílios                  | 10 603 domicílios           |
| Domicílios particulares              | 10 577 (99,75%)             |
| Domicílios coletivos                 | 26 (0,25%)                  |
| Domicílios por rendimento per capita |                             |
| Mais de 5 salários                   | 2,67 %                      |
| De 2 a 5 salários                    | 11,73 %                     |
| De 1 a 2 salários                    | 25,94 %                     |
| De 0,5 a 1 salário                   | 32,70 %                     |
| De 0,25 a 0,5 salários               | 17,68 %                     |
| Até 0,25 salários ou sem rendimento  | 9,29 %                      |
| Distribuição por classes sociais     |                             |
| Classe A                             | 2,67 %                      |
| Classe B                             | 11,73 %                     |
| Classe C                             | 58,64 %                     |
| Classe D                             | 17,68 %                     |
| Classe E                             | 9,29 %                      |
|                                      |                             |
| Classe alta (A - B)                  | 14,40 %                     |
| Classe média (C - D)                 | 76,32 %                     |
| Classe periférica (E)                | 9,29 %                      |
| Classe consumidora (A - B - C - D)   | 90,72 %                     |

### Infraestrutura

#### Educação
- 7 Colégios do pré-escolar ao ensino fundamental
- 7 Creches Municipais
- 1 Escola Particular de pré-escolar
- 1 Escola Particular do pré-escolar ao ensino médio
- 6 Escolas "Criança Esperança"
- 2 Escolas municipais Rurais
- 1 Escola Agrícola

#### Saúde
- 1 hospital
- 1 Postos de Saúde Central
- 6 PSF Programa Saúde da Família
- 4 Clínicas Médicas
- 3 Laboratório de Análises Clínicas
- 5 Clínicas Veterinárias
- 10 Consultórios Odontológicos

#### Comunicação
- 1 Estação de Rádio AM
- 1 Estação de Rádio FM Comunitária
- 2 Jornais semanários
- Telefonia Convencional e Celular Digital
- 2 Provedores Internet
- 1 Agência de Correio
- 2 Antenas de Retransmissão de TV
- 1 Estação de Radio FM Harmonia

#### Transporte
- 1 Estação Rodoviária
- 1 Aeroporto para aeronaves de médio porte

## Cultura
A responsável pelo setor cultural de Rio Brilhante é a Fundação de Cultura, Esporte e Lazer (FUNCERB) que tem como objetivo planejar e executar a política cultural do município por meio da elaboração de programas, projetos e atividades que visem ao desenvolvimento cultural, como, por exemplo, eventos esportivos e musicais.

## Esporte
No futebol a cidade está representada pelo Esporte Clube Águia Negra, fundado em 31 de maio de 1972. Seu estádio é o Estádio Iliê Vidal que atualmente conta com capacidade para cerca de cinco mil pessoas. Embora sua fundação tenha ocorrido há pouco tempo, o clube já acumula três títulos do Campeonato Sul-Mato-Grossense de Futebol, ganhos em 2007 e 2012. A equipe também é conhecida por ter revelado Alex Dias, jogador que atuou em grandes equipes nacionais, como São Paulo e Fluminense, e até mesmo, em clubes do exterior, como o Saint-Étienne e Boavista.
Rio Brilhante possui também espaços que possibilitam a prática de outros esportes, tais como os ginásios poliesportivos Ângelo Fernando Novais Saggin e Luiz Alberto Lima Portel, além de centros esportivos como o Prefeito Athayde Nogueira e Felix Arevalo. A cidade também tem um estádio municipal, o Complexo Esportivo Prefeito Theofanes Barbosa de Moraes, que é o maior complexo esportivo da cidade. Apesar da maior parte dos investimentos da cidade em esportes serem no futebol, o município conta também com um Motodrómo Municipal e com a Associação de Ciclismo de Rio Brilhante.